# Псилоксилоновые
Псилоксилоновые (лат. Psiloxyloideae) — подсемейство двудольных растений в составе семейства Миртовые (Myrtaceae). 

## Классификация
Подсемейство разделено на 2 трибы и включает в себя 2 рода:
Heteropyxideae — 1 род
Heteropyxis Harv.
Psiloxyleae — 1 род
Psiloxylon Thouars ex Tul. — Псилоксилон